# Барбарига
Барбарига (итал. Barbariga) је насеље у Италији у округу Бреша, региону Ломбардија.
Према процени из 2011. у насељу је живело 1796 становника. Насеље се налази на надморској висини од 80 м.

## Становништво
| 1931. | 1936. | 1951. | 1961. | 1971. | 1981. | 1991. | 2001. | 2011. |
| ----- | ----- | ----- | ----- | ----- | ----- | ----- | ----- | ----- |
| 2.411 | 2.368 | 2.599 | 2.031 | 1.844 | 1.894 | 1.927 | 2.180 | 2.388 |